# ANO 2011
L'Acció de Ciutadans Descontents (en txec Akce nespokojených občanů), conegut com a ANO 2011 o simplement ANO, és un partit conservador de Txèquia liderat per Andrej Babiš, el qual va ser Primer Ministre entre 2017 i 2021.

## Història
La idea de fundar un nou partit polític va sorgir després que el líder i fundador Andrej Babiš comencés a assenyalar la corrupció sistèmica. L'ANO 2011 va començar com una associació el novembre de 2011 i es va convertir en un partit polític oficial a la República Txeca l'11 de maig de 2012.
Així, a les eleccions parlamentàries celebrades els dies 25 i 26 d'octubre de 2013, l'ANO va obtenir el 18,7% dels vots i 47 escons a la Cambra dels Diputats, aconseguint el segon lloc darrere del Partit Socialdemòcrata Txec (ČSSD). A principis d'any acordaven un govern de coalició liderats pel ČSSD i la participació dels demòcrata-cristians de la KDU-ČSL.
Al 2014 l'ANO ja va aconseguir la primera posició a nivell estatal a les eleccions europees de 2014 obtenint el 16,13% dels vots i 4 escons, unint-se tant al grup de l'Aliança dels Liberals i Demòcrates per Europa (ALDE) al Parlament Europeu com al partit el 21 de novembre de 2014. De la mateixa manera, a les eleccions municipals i al senat de 2014 celebrades del 10 a l'11 d'octubre de 2014, va guanyar 4 escons al Senat i va ser el partit més important en 8 de les 10 ciutats més grans del país.
Amb tot, durant el 2016 va patir dos escissions i desercions de càrrecs electes, al·legant manca de democràcia i debat intern al partit: Canvi pel Poble i PRO 2016, els quals van arreplegar certs regidors i alcaldes del partit. Tanmateix, van guanyar les eleccions regionals de 2016 i la primera volta de les eleccions al Senat.
Al 2017 l'ANO va esdevenir primera força a les eleccions parlamentàries amb el 29,6% dels vots, conformant un primer govern en minoria (2017-2018) i un segon (2018-2021) en coalició amb el ČSSD. En posteriors eleccions va mantenir certa hegemonia, com a les eleccions europees de 2019 i 2024, o les regionals de 2020. A les parlamentàries de 2021 va perdre en nombre de vots davant de SPOLU, però en canvi va guanyar en nombre de diputats per un sol membre. Tot i així, va passar a l'oposició fruit de la coalició de SPOLU amb STAN i els Pirates.
Més recentment, després de les eleccions europees de 2024 el partit va trencar amb els liberals de Renovar Europa (sent el partit amb més representació, amb set eurodiputats) per donar suport al nou grup d'extrema dreta Patriotes per Europa, conformats per partits com el Fidesz d'Orban o Reagrupament Nacional de Le Pen.

## Resultats electorals

### Presidencials
| Any  | Candidat | Candidat     | 1a volta  | 1a volta    | 1a volta   | 2a volta  | 2a volta    | 2a volta |
| Any  | Candidat | Candidat     | Vots      | %           | Resultat   | Vots      | %           | Resultat |
| ---- | -------- | ------------ | --------- | ----------- | ---------- | --------- | ----------- | -------- |
| 2023 |          | Andrej Babiš | 1,952,213 | 34,99 / 100 | 2a posició | 2,400,271 | 41,67 / 100 | Derrota  |

### Cambra dels Diputats
| Any  | Líder        | Vots      | %     | Escons   | +/− | Pos. | Position           |
| ---- | ------------ | --------- | ----- | -------- | --- | ---- | ------------------ |
| 2013 | Andrej Babiš | 927,240   | 18.65 | 47 / 200 | Nou | 2n   | Coalició           |
| 2017 | Andrej Babiš | 1,500,113 | 29.64 | 78 / 200 | 31  | 1r   | Minoria (2017-18)  |
| 2017 | Andrej Babiš | 1,500,113 | 29.64 | 78 / 200 | 31  | 1r   | Coalició (2018-21) |
| 2021 | Andrej Babiš | 1,458,140 | 27.13 | 72 / 200 | 6   | 2n   | Oposició           |

### Senat
| Any  | Candidat | 1a volta | 1a volta | 1a volta  | 1a volta | 2a volta | 2a volta | 2a volta | Escons | Total   | +/– |
| Any  | Candidat | Vots     | %        | Candidats | Pos.     | Vots     | %        | Pos.     | Escons | Total   | +/– |
| ---- | -------- | -------- | -------- | --------- | -------- | -------- | -------- | -------- | ------ | ------- | --- |
| 2012 | 7        | 14,503   | 1.65     | 0 / 27    | 7è       | N/D      | N/D      | N/D      | 0 / 27 | 0 / 81  | =   |
| 2014 | 26       | 180,136  | 17.55    | 9 / 27    | 2n       | 71,739   | 15.14    | 3r       | 4 / 27 | 4 / 81  | 4   |
| 2016 | 27       | 154,594  | 17.54    | 14 / 27   | 1r       | 92,051   | 21.71    | 1r       | 3 / 27 | 7 / 81  | 3   |
| 2018 | 22       | 147,477  | 13.54    | 10 / 27   | 2n       | 57,500   | 13.75    | 2n       | 1 / 27 | 7 / 81  | =   |
| 2020 | 18       | 115,202  | 11.55    | 9 / 27    | 3r       | 39,473   | 8.74     | 4t       | 1 / 27 | 5 / 81  | 2   |
| 2022 | 22       | 244,516  | 21.98    | 19 / 27   | 1r       | 244,516  | 31.12    | 1r       | 3 / 27 | 5 / 81  | =   |
| 2024 | 23       | 224,350  | 28.27    | 19 / 27   | 1r       | 157,287  | 40.27    | 1r       | 8 / 27 | 12 / 81 | 7   |

### Eleccions regionals
| Any  | Vots    | %      | Escons    | +/- | Pos.                 |
| ---- | ------- | ------ | --------- | --- | -------------------- |
| 2016 | 533,061 | 21.05% | 176 / 675 | Nou | 9× 1r, 4× 2n         |
| 2020 | 604,441 | 21.83% | 178 / 675 | 2   | 10× 1r, 2× 2n, 1x 3r |
| 2024 | 842,947 | 35.38% | 292 / 675 | 114 | 10x 1r, 3x 2n        |

### Parlament Europeu
| Any  | Líder           | Vots    | %          | Escons | +/− | Grup |
| ---- | --------------- | ------- | ---------- | ------ | --- | ---- |
| 2014 | Pavel Telička   | 244,501 | 16.13 (#1) | 4 / 22 | Nou | ALDE |
| 2019 | Dita Charanzová | 502,343 | 21.18 (#1) | 6 / 21 | 2   | RE   |
| 2024 | Klára Dostálová | 776,158 | 26.12 (#1) | 7 / 21 | 1   | PfE  |